# Quartier du Panier

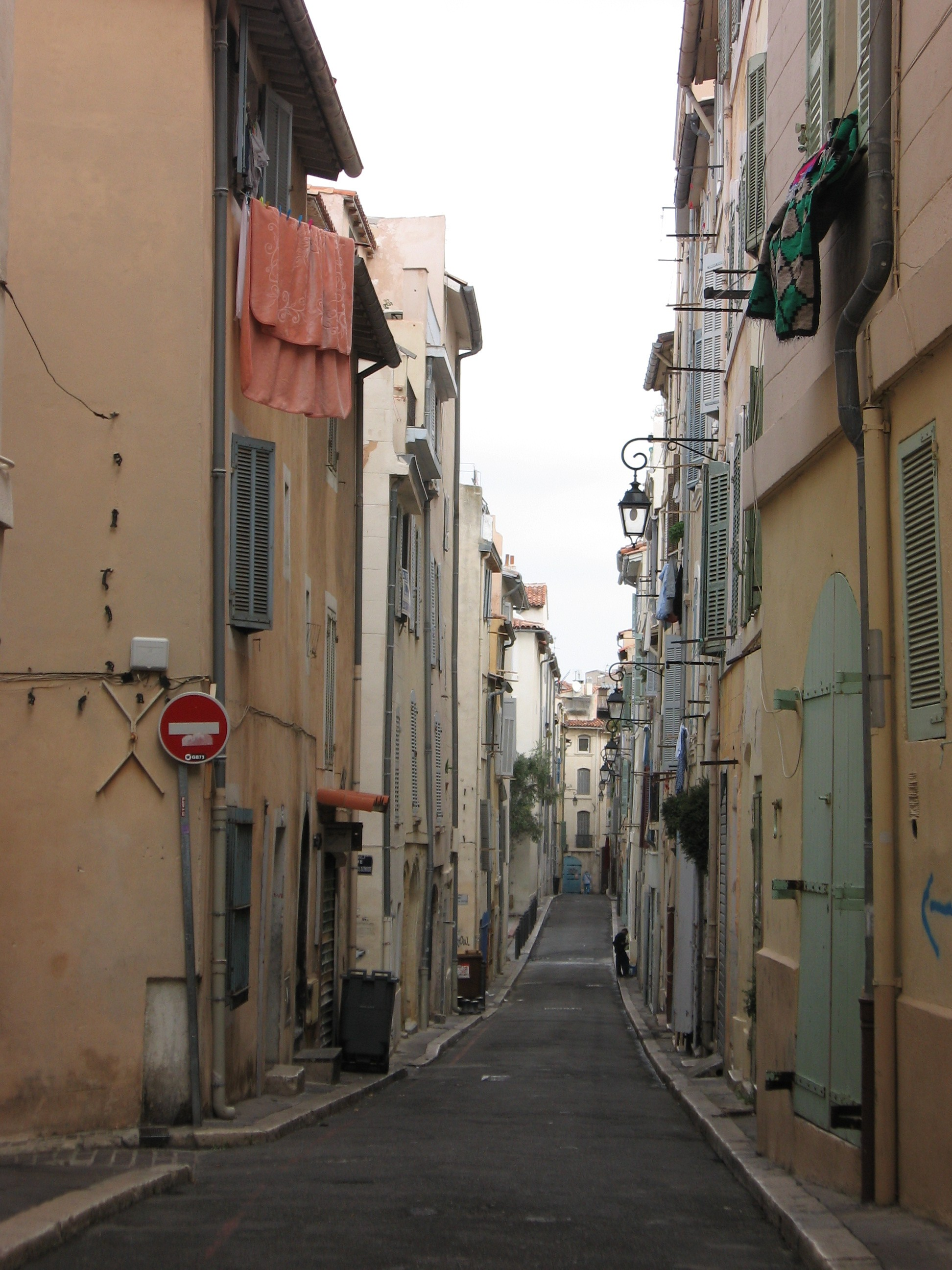
Een straat in Le Panier

Quartier du Panier of kortweg Le Panier is een oude wijk in de Franse stad Marseille, gelegen ten noorden van de Vieux-Port en ten oosten van Cathédrale de la Major de Marseille. De wijk kenmerkt zich door de vele smalle straten. De wijk omvat officieel de buurten Hôtel de Ville, Grands Carmes en Joliette.
Het is de locatie waar eens de Griekse kolonie Massalia werd gesticht, ongeveer 600 v. Chr.

## Bouwwerken en bezienswaardigheden
- Place de Lenche
- Église Saint-Laurent (12e eeuw)
- Église Notre-Dame-des-Accoules
- Hôtel de Cabre, het oudste huis van Marseille (1535)
- Maison Diamantée, Musée du Vieux Marseille
- paviljoen Daviel, 17e-eeuws palais de Justice van Marseille
- La Vieille Charité, hospice gebouwd in 1749 en verbouwd door Le Corbusier in de 20e eeuw, nu een museum
- Hôtel-Dieu de Marseille